# Ifanadiana
Ifanadiana – miasto w środkowo-wschodniej części Madagaskaru, w prowincji Fianarantsoa. W 2005 roku liczyło 17 948 mieszkańców.
Przez miasto przebiega droga Route nationale 45.
W Bealanana znajduje się szkoła podstawowa, szkoła średnia oraz szpital.
70% ludności znajduje zatrudnienie w rolnictwie. Głównie uprawia się ryż, kawowce, bananowce, fasolę oraz maniok. W usługach pracuje 30% populacji.